# Enrique XVI de Reuss-Gera
Enrique XVI de Reuss-Gera (en alemán: Heinrich XVI Reuß zu Gera; 29 de diciembre de 1530, Schleiz; 6 de abril de 1572, Schleiz) apodado el Joven (en alemán: der Jüngste), fue un miembro de la Casa de Reuss. Fue conde y co-señor de Plauen (1564-1566), señor de Greiz, Gera (1564-1572) y 1/6 de Kranichfeld (1566-1572). Es el fundador de la "línea joven de Reuss".

## Vida
Fue el segundo hijo de Enrique XIII de Reuss-Greiz el Joven (1464-1535), el último Vogt de Plauen, y de su segunda esposa Amalia de Mansfeld-Vorderort († 1557), hija del conde Ernesto II de Mansfeld-Vorderort (1479-1531) y Bárbara von Querfurt († 1511). Su madre Amalia de Mansfeld-Vorderort se casó una segunda vez con Joachim von Gleichen-Rembda († c. 1544) y una tercera vez con su primo Joachim Jakob von Gleichen-Rembda († c. 1544).
Su hermano mayor fue Enrique XV de Reuss-Greiz el Medio, señor de Plauen-Obergreiz (8 de noviembre de 1525 - 22 de junio de 1578, Greiz), casado el 27 de octubre de 1560 en Weimar con la condesa María Salomé de Oettingen-Oettingen (1535-1603). Era el medio hermano menor de Enrique XIV/I de Reuss-Greiz-Kranichfeld (c. 1506-22 de marzo de 1572).
Tras la muerte de su padre él y sus hermanos se repartirían el señorío de Plauen-Greiz, Untergreiz para Enrique XIV/I, Obergreiz para Enrique XV, y Gera para Enrique XVI.
Enrique XVI de Reuss-Gera murió el 6 de abril de 1572 a la edad de 41 años en Schleiz y fue enterrado en la iglesia Johannis en Gera. Su hijo, Enrique II, nacería unos meses después de su muerte, de ahí el apodo de "el Póstumo".

## Matrimonio e hijos
Enrique XVI de Reuss-Gera se casó en 1556 con Isabel Brígida de Schwarzburgo-Leutenberg (c. 1542 - 22 de junio de 1564, Gera), hija del conde Juan Enrique de Schwarzburgo-Leutenberg (1496-1555) y Margarita de Weida († 1569). El matrimonio no tuvo hijos.
Enrique XVI de Reuss-Gera se casó por segunda vez el 6 de enero de 1566 en Zeitz con la condesa Dorotea de Solms-Laubach (26 de noviembre de 1547, Södel - 18 de septiembre de 1595, Gera), hija del conde Federico Magnus I de Solms-Laubach (1521-1561) y la condesa Inés de Wied († 1588). Tienen los siguientes hijos:
- Inés de Gera (26 de junio de 1567, Gera - 1 de agosto de 1588, Hartenstein), se casó el 3 de diciembre de 1582 en Gera con Hugo II de Schönburg-Glauchau (1559-1606)
- Ana (23 de marzo de 1568 - 17 de diciembre de 1594, Gera)
- Dorotea de Reuss-Plauen (28 de octubre de 1570 - 2 de diciembre de 1631, Obersontheim), se casó en primeras nupcias el 21 de agosto de 1586 en Waldenburg con el conde Jorge Federico I de Hohenlohe-Waldenburg (1562-1600), luego se casaría el 6 de diciembre de 1606 con Wilhelm Schenk von Limburg-Speckfeld (1568-1633)
- Enrique II de Reuss-Gera, "el Póstumo" (10 de junio de 1572, Gera; 13 de diciembre de 1635, Gera), señor de Gera, Lobenstein y Oberkranichfeld. Se casó en 1594 con la condesa Magdalena de Hohenlohe-Langenburg (1572-1596); luego, en 1597 se casó con la condesa Magdalena de Schwarzburgo-Rudolstadt (1580-1652)